# Le Gaulois (Bordeaux)
Pour les articles homonymes, voir Gaulois et Le Gaulois.
Le Gaulois est un hebdomadaire littéraire et satirique français, publié à Bordeaux entre 1866 et 1869.

## Histoire
Lancé le 30 décembre 1866 et paraissant tous les dimanches, Le Gaulois a ses bureaux au no 61 de la rue Saint-Sernin, à Bordeaux. Ses articles abordent de manière humoristique des sujets tels que la littérature, le théâtre ou le sport, le journal n'ayant pas demandé l'autorisation de traiter de questions politiques.
À partir du no 4, daté du 20 janvier 1867, le directeur-gérant est Paul Levraud, ancien rédacteur en chef de L'Homme gris. Ayant donné sa démission le 20 mars suivant, Levraud est remplacé par Lucien de Marsy.
Interrompue depuis le mois de juin 1867, la publication reprend le 24 octobre 1868, avec un nouveau format et, en première page, une caricature dessinée par Victor Collodion. Les nouvelles contraintes liées à ces changements compliquent la publication, qui ne se fait plus qu'une semaine sur deux après le 17 janvier 1869. Pour compenser cette diminution du nombre de numéros, un nouveau journal hebdomadaire est créé, le Cadet-Roussel.
Si les premiers dessins de Collodion sont essentiellement des portraits-charge de personnalités locales du théâtre (Halanzier-Dufresnoy, Lambert, Robert Kemp, Martial Léglise, dit Bazas) et de la presse (Crugy), la politique y fait son apparition dès le 27 décembre 1868, avec une caricature de Jules Simon. Cette dernière tendance s'accentue l'année suivante, suscitant ainsi les foudres de la censure impériale, notamment après la charge du 31 janvier 1869, qui représente le célèbre polémiste républicain Henri Rochefort s’apprêtant à cogner sur une tête de turc à l'effigie de Napoléon III. Le 10 février, le gérant est ainsi condamné à 50 francs d'amende puis, deux jours plus tard, l'administration interdit la vente du Gaulois sur la voie publique. Le 13 mars, la préfecture censure une caricature de Jules Mirès et interdit au journal de la remplacer, en guise de protestation, par une page barbouillée de noir. La semaine suivante, Collodion se dessine donc lui-même, tenant la « une » refusée et s'éloignant sous la menace d'un rasoir géant symbolisant la censure. Quelques jours plus tôt, le Cadet-Roussel a été condamné pour diffamation à l'encontre d'une chanteuse de café-concert, Mlle Rose Marie.
Ces procédures ont raison du journal, dont la parution cesse après le numéro du 28 mars 1869.
La plupart des collaborateurs du Gaulois ont signé leurs textes avec des noms de plume. Si certains de ces derniers sont transparents (Paul Duarvel pour Levraud), d'autres restent plus énigmatiques (Paul Bell, Léon Dash, Gustave Escard, Francus, Alfred Gasck, Gringoire, Étienne Lousteau, Panurge, André Tristan...). L'un de ces rédacteurs est l'avocat Émile-Victor-Adolphe Garnier. Henri Aimel, futur collaborateur du Don Quichotte, semble également avoir joué un rôle lors de la fondation du Gaulois.